# Bandoneon
O bandoneon é um instrumento musical de palhetas livres, semelhante a uma concertina, utilizado principalmente na região do Rio da Prata, Uruguai e Argentina, onde é o principal instrumento da orquestra de tango. O executante do bandoneon é chamado de bandoneonista.
O bandoneon foi inventado pelo músico alemão Heinrich Band (1821-1860). O nome original alemão bandonion refere-se ao sobrenome de Band. Foi criado para ser usado na música religiosa e na música popular alemã, ao contrário da concertina, que era um instrumento mais utilizado na música folclórica. Imigrantes alemães levaram, no início do século XX, o bandoneon para o Rio da Prata, onde foi incorporado à música local.
O bandoneon produz o som a partir da vibração de palhetas de aço rebitadas em chapas de metal que podem ser zinco ou alumínio. Na execução do tango é preferível o instrumento com chapas de zinco pelo peso, que permite versatilidade no staccato típico da marcação do tango, bem como pela doçura tímbrica.
Há vários modelos de bandoneon e disposições de escalas. A extensão do instrumento varia, há desde instrumentos menores, com 52 botões (104 tons), até outros com 78 botões (156 tons). Os modelos mais comumente utilizados na Argentina são os de 71 botões (142 sons). Esse modelo tem 38 botões para a mão direita e 33 botões para a esquerda.. O bandoneon pode ser bissonoro ou unissonoro.
Não se deve confundir bissonoro e unissonoro com diatônico e cromático. Não existe bandoneon diatônico, uma vez que o instrumento é, desde sua origem, cromático. Há instrumentos diatônicos semelhantes ao bandoneon, como a concertina. Por outro lado, alguns modelos de bandoneones unissonoros, que são chamados equivocadamente de concertinas,  com vários tipos de disposições dos botões. Por exemplo: Péguri, Kusserov, Manoury e outros. Por fim, há dois modelos bissonoros: o Reinische Tonlage de até 76 botões (152 tons) que se usa no tango e o Einheitsbandonion de até 76 botões ( 152 tons) que se usa na música alemã.
O bandoneon padrão do tango é o modelo Reinische tonlage de 71 botões (142 tons) com apenas duas chapas de zinco e afinação a 442 Hz.
Apesar disso, existem desde badoneões de estudo com apenas uma chapa por nota até bandoneões com quatro chapas. Os modelos diferentes do de duas chapas não são utilizados no tango por não terem o som característico do instrumento, senão que mais bem soam como um acordeão.
O Brasil teve sua própria fábrica de bandoneões, a Danielson & Goettems, em Santa Rosa (Rio Grande do Sul), a qual produziu bandoneões de meados da década de 50 até o começo dos anos 80, reabrindo posteriormente apenas trabalhando com afinação e conserto e, mais raramente, venda. Todos os seus modelos são Reinische Tonlage, de 71 ou 76 botões, com chapas de alumínio e revestimento de celuloide (salvo raríssimas exceções). Estes bandoneões não são apropriados para a execução do tango, pois seu timbre é muito estridente em comparação com os bandoneões alemães. Porém, bem servem para outros estilos, como o chamamé ou a música alemã. São instrumentos bastante resistentes e mais novos que os bons instrumentos alemães.
Dentre as fábricas de bandoneón alemãs, destacam-se a ELA (Ernest Louis Arnold), Alfred Arnold (AA ou Doble A), Arno Arnold (não confundir com AA), Meinel & Herold e F. Lange. Esta última não chegou a produzir bandoneões de tamanho padrão (71 botões) porém seus bandoneões pequenos são muito apreciados pelos executantes de música alemã. As fábricas ELA e AA fabricaram instrumentos com inúmeras marcas diferentes. A ELA fabricou dentre muitos outros, os modelos Tango, Cardenal, América, Echo, E.L. Arnold. A Alfred Arnold fabricou, dentre outros, os Premier, Campo, Alfa.
Ainda hoje produzem-se bandoneões sob encomenda em partes da Europa sendo os mais renomados os dos luthiers Uwe Hartenhauer (Alemanha), Harry Geuns (Bélgica) e Klaus Gutjahr (Alemanha). Algumas fábricas de acordeon na Itália, como a Victoria e a Pigini, também fabricam instrumentos.
Os materiais que compõem o bandoneón são basicamente madeira, couro, papelão, alpaca, zinco/alumínio, aço e galatita. O fole é confeccionado em papelão, tendo os cantos recobertos por couro (marroquim) e cantoneiras externas de alpaca. Pode também ser enfeitado com outros adornos em alpaca (que muitos insistem em dizer ser "prata alemã").
O madeiramento dos antigos instrumentos alemães é feito em pinho alemão com lustro a goma-laca (salvo algumas exceções) e pode apresentar incrustações em nácar (madrepérola).
Os botões são feitos de galatita com olho de madrepérola. Podem se encontrar também botões de madeira.
As chapas com as palhetas são presas aos castelos por pregos e não com cera como no acordeão. Outra diferença é que as chapas são inteiriças, ou seja, trazem várias palhetas rebitadas na mesma chapa enquanto no acordeão há apenas duas palhetas por chapa. Essa característica torna a afinação do instrumento muito trabalhosa e difícil.

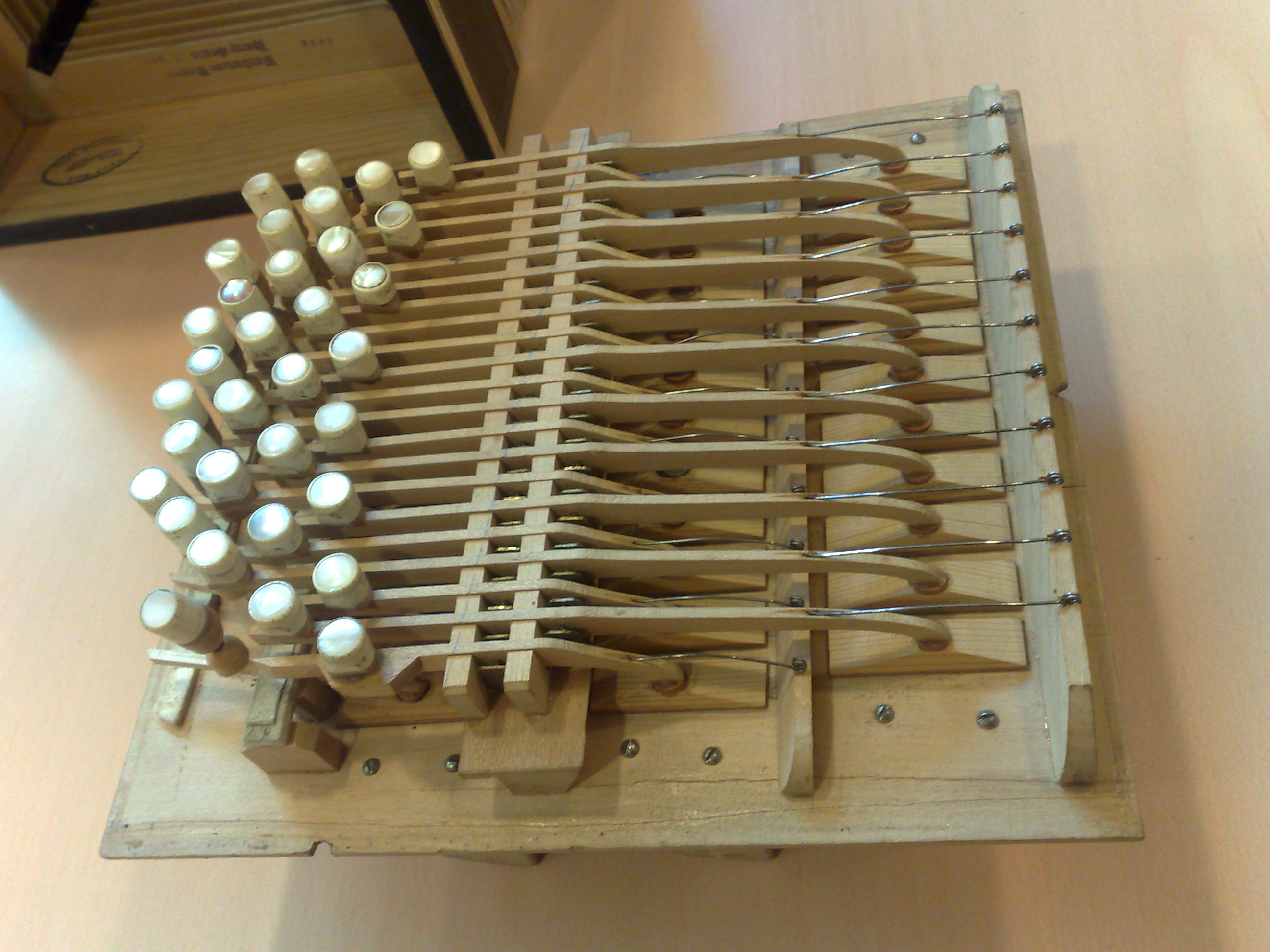
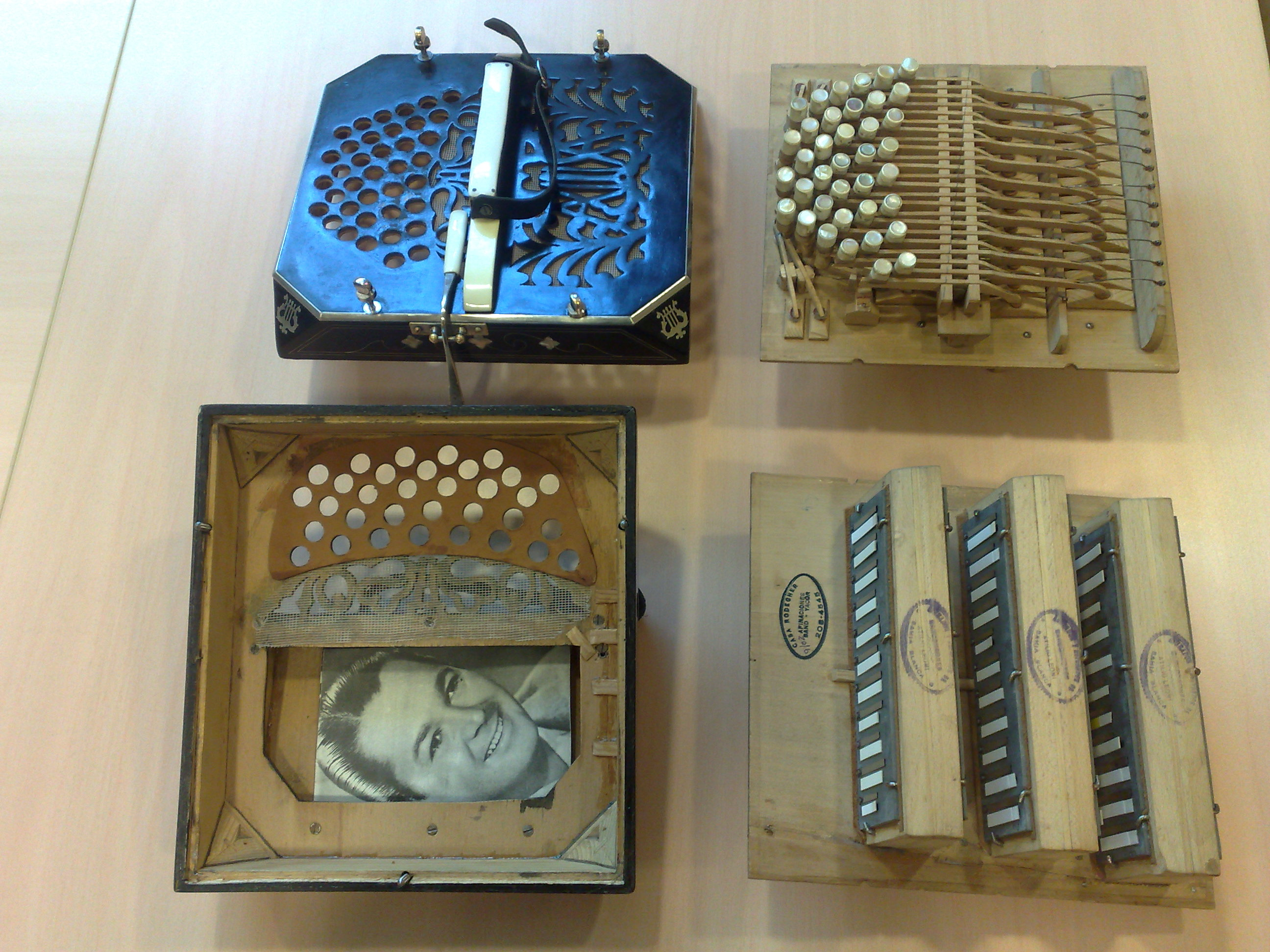
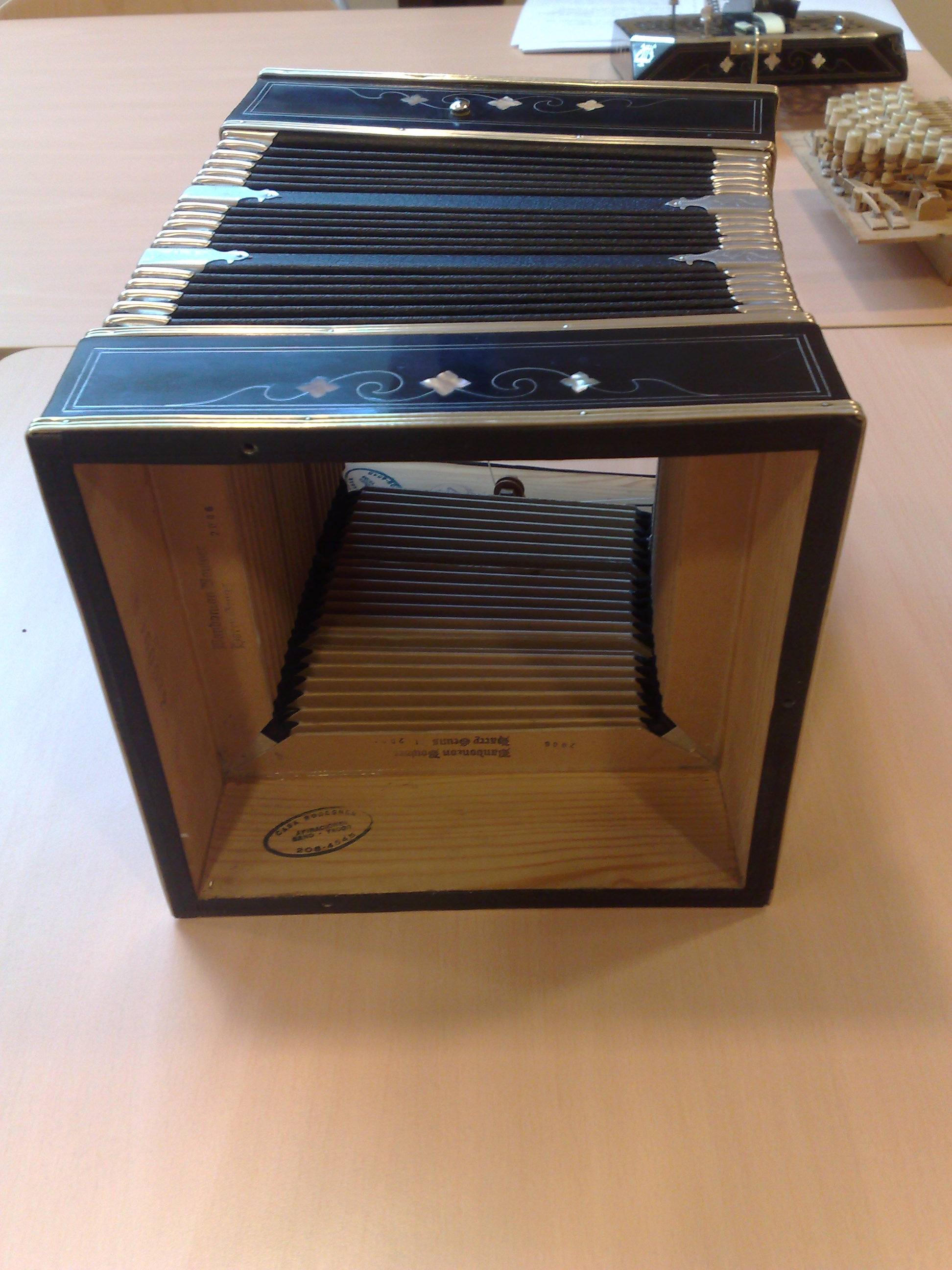
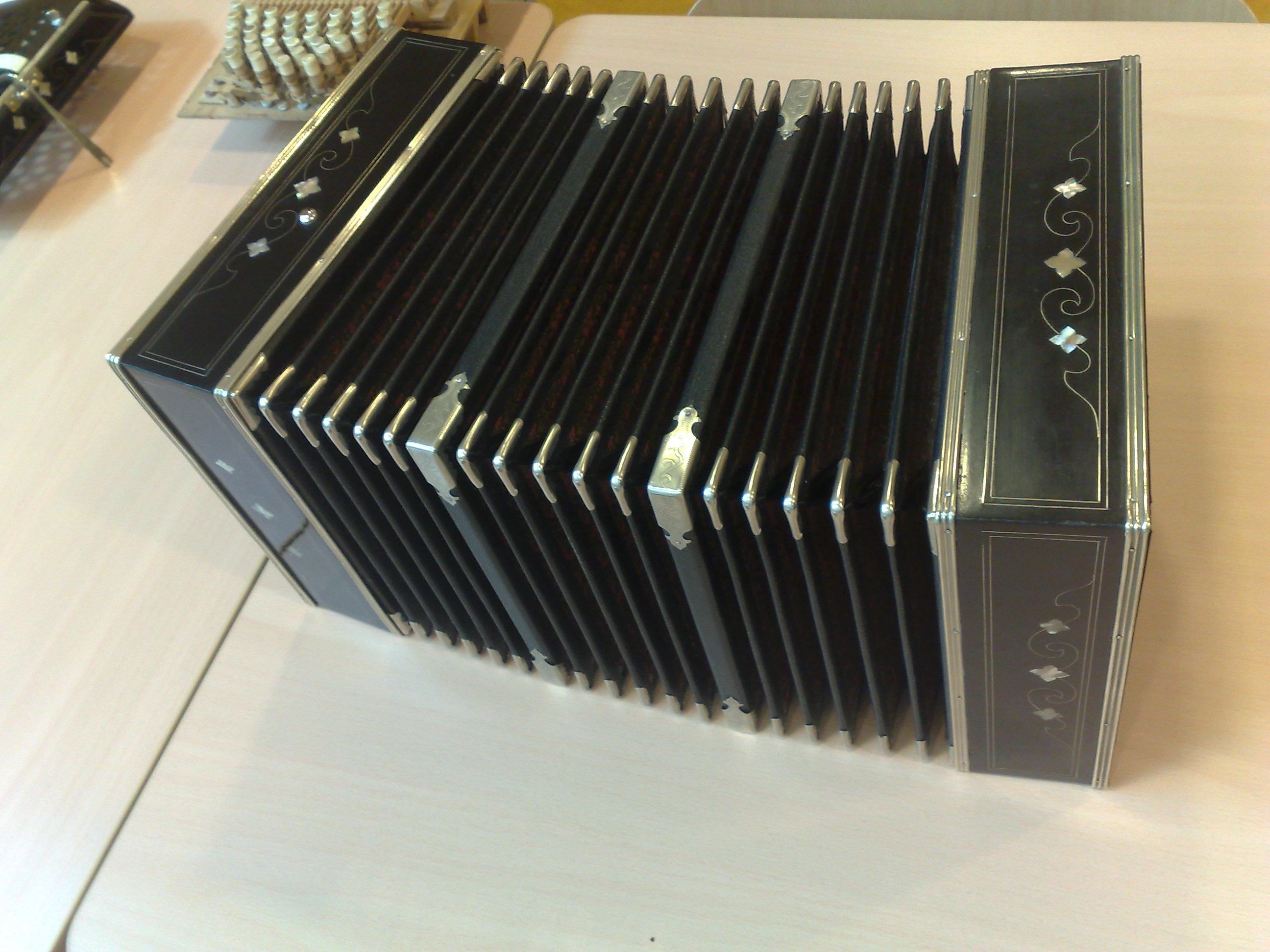
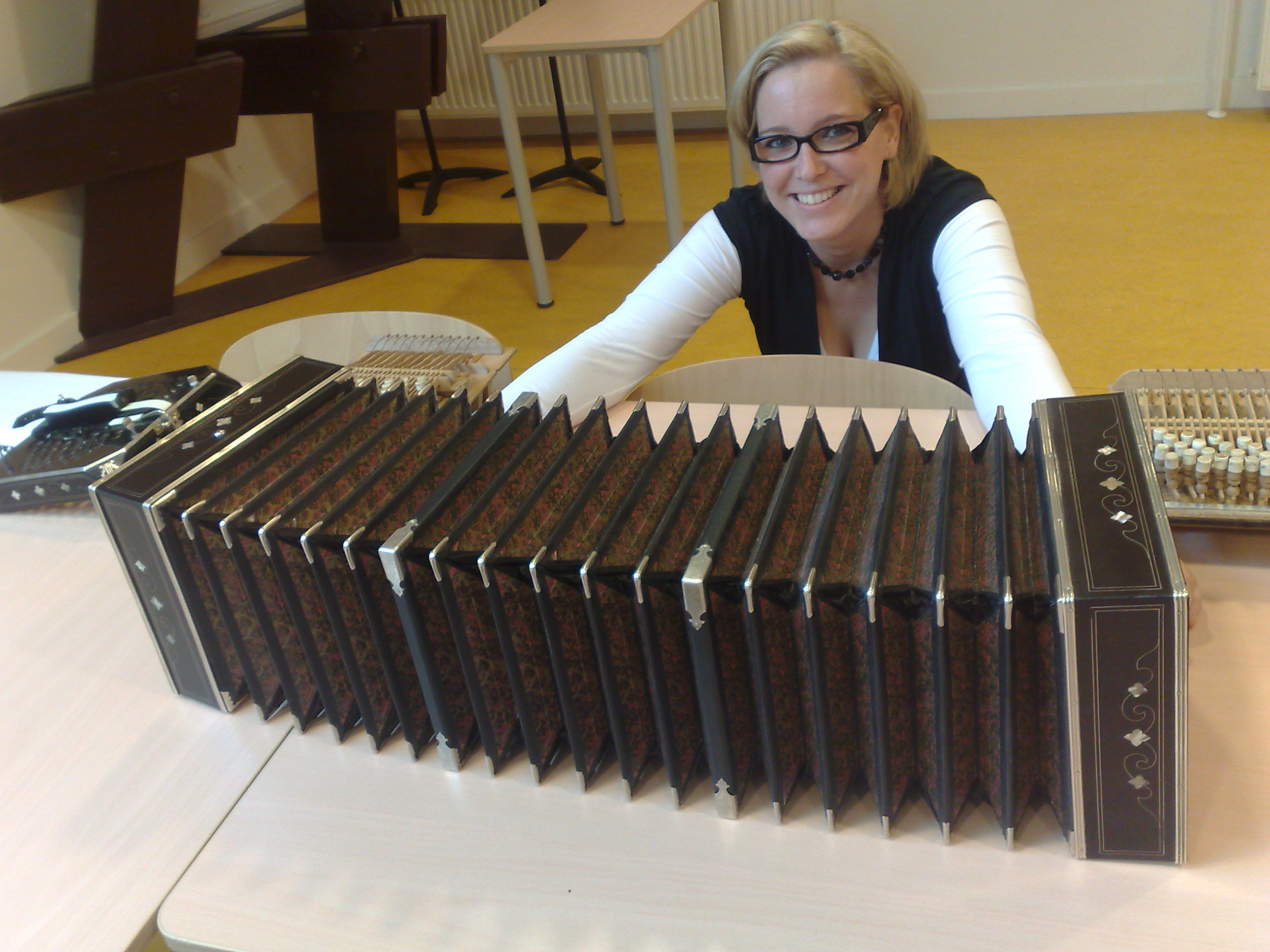